# George Wozasek
George Wozasek (27. Juni 1925 in Wien – 27. Oktober 2016 in Linz) war der Präsident der Israelitischen Kultusgemeinde in Linz.

## Leben

### Herkunft und Jugend
Wozasek wuchs in Amstetten auf und besuchte die Mittelschule in Waidhofen an der Ybbs. Als Dreizehnjähriger erlebte George, der sich bis zum „Anschluss“ Österreichs an Nazi-Deutschland akzeptiert und gut integriert fühlte, im Sommer 1938 Ausschreitungen eines rassistischen Mobs, als eine Gruppe Hitlerjungen vor ihm marschierte und sang „Wenn das Judenblut vom Messer spritzt, dann sind wir bald befreit“.
Seine Eltern verloren durch die Zerstörungen während der sogenannten „Reichskristallnacht“ am 9. November 1938 ihre wirtschaftliche Existenz, den traditionsreichen Fell- und Pelzhandel; sein Vater wurde am selben Tag verhaftet und ins Gefängnis gebracht. Die Familie übersiedelte anschließend nach Wien. George bekniete seine Eltern, Österreich zu verlassen und konnte mit einem Kindertransport 1939 nach Paris geschickt werden. Die Bestechung eines SS-Offiziers ermöglichte den Eltern, ein Visum für die USA zu bekommen, obwohl der Names des Vaters bereits auf der Liste für den Transport nach Polen in ein KZ stand. Nach einem Jahr Trennung konnten sie ihren 14-jährigen Sohn mit dem letzten Schiff, das jüdischen Flüchtlinge nach Übersee brachte, zu sich holen. Im Mai 1939 traf die Familien in New York wieder zusammen. In Amerika nutzte Wozarek die erste Gelegenheit, um in der US-Armee zu dienen – als passionierter Skifahrer in der Division der Gebirgsjäger.
Der Kampf in der US-Armee gegen die deutsche Wehrmacht wurde dem neuen US-Bürger, ein persönliches Bedürfnis. Einer seiner Einsätze brachte ihn in den Jahren 1944/1945 nach Italien in das Gebiet der Po-Ebene. Nach einer Verwundung bei einem Flugzeugangriff, die einen zweimonatigen Krankenhausaufenthalt erforderte, wurde Wozasek die Verwundetenauszeichnung Purple Heart verliehen.
Wozasek schloss ein Technikstudium an der Columbia University ab.
Am 27. Oktober 2016 starb George Wozasek im 92. Lebensjahr in Linz. Obwohl er seine Rückkehr nach Österreich nie bereute und sich über 60 Jahre lang dort wohlfühlte, behielt er die amerikanische Staatsangehörigkeit bis zu seinem Tod.

### Privates
Wozasek hatte drei Kinder. Sein Sohn Gerald studierte Medizin, seine Tochter Sylvie studierte Volkswirtschaft, Heidi Handelswissenschaften. Gerald und Sylvie leben in Wien, Heidi in Houston. Seine aus den USA stammende und im Jahr 2000 verstorbene Frau war oberösterreichische Tennis-Meisterin.

## Tätigkeit
Nach dem Krieg kehrte Wozasek im Jahr 1951 zurück nach Österreich und war als Geschäftsmann und Einzelhändler tätig. Die Beziehung zu Linz begann nach seiner Rückkehr aus den USA, da seine Familie einen Anteil an der Papierfabrik in Traun besaß und er sich ab dem Jahre 1951 um die Zigarettenpapierherstellung kümmerte. Ab 1973 war er in der Neusiedler Papierfabrik tätig. Er war zuletzt, vor seiner Pensionierung im Jahr 1992, Generaldirektor der Neusiedler Papierfabrik.
Seit 1969 war er Vizepräsident und von 1980 bis 2013 Präsident der jüdischen Gemeinde Linz. Er hatte wesentlichen Anteil am Wiederaufbau der zerstörten Synagoge in Linz. Die neue, im Jahr 1968 eingeweihte Synagoge wurde an der Stelle der 1938 zerstörten Synagoge aus dem 19. Jahrhundert erbaut.
George Wozasek bot Führungen durch die Synagoge in Linz an und gab dabei eine Einführung in die Grundprinzipien des Judentums (jüdische Feste, Bräuche und Lebensregeln), zeigte wesentliche Unterschiede zum Christentum auf und schilderte die Geschichte der Jüdischen Gemeinde in Linz und Oberösterreich.
Seine Nachfolgerin im Amt ist Charlotte Hermann.

## Ehrungen
Im Jahr 2001 wurde ihm das Silberne Ehrenzeichen des Landes Oberösterreich verliehen. 2005 wurde er mit dem Großen Ehrenzeichen für Verdienste um die Republik Österreich (1952) ausgezeichnet. 2012 erhielt er das Goldene Ehrenzeichen des Bundesverbandes der Israelitischen Kultusgemeinden Österreichs.